# Частное право
Частное право — часть системы права, функционально-структурная подсистема права, совокупность правовых норм, охраняющих и регулирующих отношения между частными лицами, основой которых является  частная собственность. Тем самым частное право — это совокупность норм права, защищающих интересы лица в его взаимоотношениях с другими лицами.
Традиция выделения частного права характерна для стран романо-германской правовой семьи: в семье общего права и семье мусульманского права всё право является публичным, так как считается, что всё право создаётся или санкционируется государством.

## Предмет и метод частного права
Частное право регулирует имущественные и личные неимущественные отношения между физическими и юридическими лицами, то есть те отношения, которые возникают между равными субъектами, не носят публичного характера.
Частноправовые отношения имеют набор определённых признаков:
- Складываются по воле самих участников, совершаемые ими двухсторонние действия (например, договоры купли-продажи) приобретают юридическую силу, если осуществляются добровольно.
- Основаны на юридическом равенстве участников — равноправии сторон.
- Имеют горизонтальный характер, то есть непосредственно не связаны с органами государственной власти и подчинением им.

## Система частного права
Частное право - это совокупность отраслей права — часть системы действующего права. Ядро частного права составляет гражданское право, регулирующее имущественные, связанные с ними неимущественные отношения, а также торговое право (в тех странах, где действует торговое право). К частно-правовым отраслям права относятся:
- Гражданское право
- Семейное право
- Предпринимательское право
- Трудовое право
- Международное частное право
- Банковское право

## История развития

### Частное право в Древнем Риме
В Риме ещё в древние времена зародилась практика деления права на частное (лат. ius privatum) и публичное (лат. ius publicum). Ещё Тит Ливий в своей «Истории Рима от основания города» упоминал, что законы XII таблиц являлись источником как частного, так и публичного права. Множество римских юристов обращалось к теме частного права и его взаимосвязи с правом публичным. Одним из самых знаменитых высказываний этого периода принадлежит древнеримскому юристу Ульпиану:

Публичное право есть то, которое относится к положению римского государства; частное — которое относится к пользе отдельных лиц.
Оригинальный текст (лат.)Publicum ius est quod ad statum rei romanae spectat, privatum quod ad singulorum utilitatem.

В основание деления права на частное и публичное Ульпиан вкладывает понятие интереса (utilia); что клонится к пользе государства, представляет известный интерес ad statum rei Romanae (для состояния римского государства), то относится к области публичного, всё, что клонится ad singulorum utilitatem (для пользы отдельных людей) — к сфере частного права. Уже на заре своего развития, тем самым, частное право противопоставлялось публичному.
Именно в древнем Риме нашЁл своё закрепление один из основных принципов частного права: принцип формального равенства в области частного права всех свободных лиц.

### Частное право в Средние века
Период Средних веков характеризуется в истории частного права сильным влиянием канонического права. Труды таких философов-каноников как Аврелий Августин, Фома Аквинский и другие оказали значительное влияние на формирование идей относительно природы и роли частного права, которая значительно преуменьшалась, по сравнению с ролью публичного права.
Основная задача канонического средневекового правоведения состояла в обосновании привилегированного положения Римской католической церкви как «представителя Бога на земле». Августин в духе представлений ранних христиан высказывал взгляды, близкие к платоновским, полагая, что всё сверх необходимого должно принадлежать всем, и не признавая абсолютного права на частную собственность (как человеческое установление), разработанного в совершенстве римскими юристами. Однако, Августин также считал, что некоторые виды собственности, которым владеть могут только благодетельные люди, могут быть учреждены Богом, — речь шла о церковном имуществе, подлежащем использованию для общего блага. Позицию Августина в отношении собственности с некоторыми коррективами разделял и Фома Аквинский, утверждавший, что всякая собственность, даже оставаясь с юридической точки зрения частной, должна служить общему благу.
В отличие от античного правопонимания, которое разграничивало частный и публичный правопорядок в зависимости от степени участия человека в общих, полезных для всего общества делах, средневековая политико-правовая мысль публичную и частную сферы стала именовать одним термином — человеческое право («град земной»), который не воспринимался как самодостаточный.
Первая светская западноевропейская средневековая правовая школа — школа глоссаторов — сложилась вокруг изучения Свода Юстиниана. Эта школа была основана известным правоведом Ирнерием в Болонье. Задача, которую поставили перед собой глоссаторы, заключалась «в исследовании собственно римского права, без наслоившихся на него в последующем иных юридических норм и интерпретаций»; в первую очередь они сосредоточили усилия на изучении Дигест, полный текст которых стал известен в последней трети XII века. Их труды стали новым витком развития учения о частном праве.
Результатом работы глоссаторов стала глосса Аккурсия, изданная в XIII веке и представлявшую собой «сборник глосс или сводную глоссу на законодательство Юстиниана в целом». Это произведение получило большое значение в теории и на практике и впоследствии применялось судами «почти как закон».
Параллельно с изучением римского частного права в указанный период развивались торговые обычаи: купцы организовывали международные ярмарки и рынки, создавали торговые суды и учреждали торговые представительства в новых городах, выраставших по всей Западной Европе. Именно тогда сформировались основные понятия и институты будущего lex mercatoria.

### Частное право в эпоху Ренессанса
Увеличение торгового оборота между странами в период Возрождения, вкупе с популярностью античной культуры и развитием философии гуманизма дало мощный толчок для дальнейшего развития частного права. Гуманизм как центральная идея Ренессанса способствовал формированию таких прогрессивных правовых концепций, которые приводили к признанию необходимости построения общества на началах индивидуальной свободы и равенства людей как граждан. Между тем требование равенства привело также к появлению политико-правовых теорий утопического социализма («Утопия» Т. Мора, «Город Солнца» Т. Кампанеллы), абсолютизировавших равенство и обосновывающих построение «идеальных государств», в которых уничтожаются частная собственность, товарно-денежные отношения, вводится обязательный производительный физический труд, скрупулёзная регламентация жизни граждан, коллективистские начала в организации труда, досуга, быта людей.
В противоположность указанным концепциям Жан Боден указывал на необходимость сохранения частной сферы (в первую очередь — частной собственности). Основным его тезисом стало утверждение, что «нет ничего публичного там, где нет ничего частного».

### Частное право в эпоху Нового времени
В эпоху Нового времени с формированием свободного рынка труда, функционирующего на основе взаимодействия спроса и предложения, отношения работника и работодателя всЁ более начали приобретать характер правовой сделки, то есть частноправовую природу которой не изменило даже активное вмешательство государства в регулирование условий труда. Тем самым трудовые отношения с крахом феодальной системы постепенно начали перемещаться из сферы публичного права в сферу частного права: с окончанием эпохи феодализма начала по-настоящему осознаваться разница между публичным и частным правом.
Впоследствии формирование теории общественного договора привело к тому, что частное и публичное право в научной среде начали пониматься как взаимодействующие системы при доминирующей роли публичного права. Частное право представлялось действующим и эффективным, но всего лишь остатком тех отношений, которым общество подчинялось до заключения общественного договора — то есть до создания государства и гражданского общества.

### Частное право в XIX—XX веках
На рубеже XIX—XX веков доктриной и законодательством к сфере частного права были отнесены личные неимущественные права и нематериальные блага, принадлежащие человеку от рождения или в силу закона, неотчуждаемые и не передаваемые иным способом [в том числе провозглашаемые и охраняемые таким важнейшим документом публичного права, как конституция, что объясняется необходимостью оградить данные абсолютные по своей природе права не столько «от всякого и каждого» (хотя именно таким образом они и подлежат защите), сколько именно от государства, которое чаще каких-либо иных субъектов стремится к их нарушению.

## Частное право в России
Регулирование частно-правовых отношений в России берёт своё начало с появления первого памятника российского права — Русской правды. Впоследствии частное право получило своё развитие в судебниках 1497 и 1550 годов, Соборном уложении 1649 года. Однако развитие частного права в России в период XVII — XVIII веков существенно тормозилось институтом крепостного права, приводившим к отсутствию частнокапиталистического хозяйства. Право собственности — основная категория всего частного права — в Российском государстве воспринималось как привилегия дворянства. Лишь после реформы Александра II право собственности стало «общеправовой нормой» и частноправовые отношения начали развиваться в полной мере.
...Мы ничего "частного" не признаем, для нас всё в области хозяйства есть публично-правовое, а не частное
Октябрьская революция 1917 года и приход к власти большевиков привёл к политике отрицания частного права как такового и обоснованности его существования. Марксистско-ленинская идеология отрицала частную собственность, категория которой была заменена категорией «личной собственности», предполагавшей присвоение гражданами исключительно предметов потребления и использование даже их для строго потребительских, а не производственных или иных нужд. Вся экономика стала плановой, а любые экономические отношения стали носить публичный характер.
Лишь после перестройки, с переходом России на систему рыночной экономики, был осуществлён возврат к частно-правовым ценностям, нашедший своё воплощение в новом Гражданском кодексе и иных законах.

## Соотношение частного и публичного права

### Материальные теории
Суть материальных концепций разграничения публичного и частного права заключается в идее того, что главным отличием данных подсистем друг от друга является различие правоотношений, регулируемых ими. В рамках данной доктрины учёные выделяют различные критерии: цели, интереса, предмета, субъектов регулируемых отношений.

#### Теория интереса
Публично-правовыми отношениями, в соответствии с теорией интереса, являются правоотношения, в которых норма права защищает интересы государства, общие или публичные интересы. Соответственно все остальные правоотношения (имущественные и лично-неимущественные), в которых не защищается общественный интерес, являются частными. Соответственно, все правоотношения по своей природе являются изначально частными, становясь публичными в случае наличия в них публичного интереса. В соответствии с данной теорией, в случае участия в гражданских правоотношениях государственных органов и учреждений такие отношения понимаются как публичные.

#### Теория предмета
В соответствии с данной теорией, предметом частного права является совокупность имущественных и лично неимущественных отношений, в то время как предметом публичного права является иные отношения, связанные с осуществлением властных полномочий и деятельности государства.

### Формальные теории
В формальных теориях разграничения публичного и частного права выдвигается тезис о том, что различие между частной и публичной сферами права заключается в способе регулирования отношений. Самым главным критерием разграничения публичного и частного права здесь является метод правового регулирования. Тем самым, отрасли права, в которых доминирует диспозитивный метод регулирования (гражданское право, трудовое право) являются частными и наоборот, в тех отраслях права, где превалирует императивный метод (конституционное право, административное права, уголовное право) — публичными.

### Отрицание частного права
В современной науке сохраняется и негативистский подход к частному праву, согласно которому разделение права на публичное и частное в современных условиях является не только не значимым, но и ошибочным, ведёт к неоправданному усложнению системы права. Более того, вопрос о разграничении частного и публичного права усложняет также проблему понимания правовой природы комплексных отраслей права, в которых довольно затруднительно выделить публичный и частный элементы.

### Теория конвергенции
Теория конвергенции была создана с целью найти компромисс между материальными и формальными теориями посредством отказа от жёсткого дуализма публичного и частного права. В соответствии с теорией конвергенции частное и публичное право взаимодействуют друг с другом и пересекаются. С одной стороны публичное право проникает в сферу частного права, происходит её «публицизация», с другой стороны частное право также воздействует на публичные правоотношения. Таким же образом объясняется природа комплексных отраслей права, как отражающих тесное переплетение публичной и частной подсистем права.